# 체리흙파는쥐
체리흙파는쥐 또는 체리주머니고퍼(Orthogeomys cherriei)는 흙파는쥐과에 속하는 설치류의 일종이다. 코스타리카의 토착종이다. 서식지 감소로 위협을 받고 있다.